# Montoussin
Montoussin är en kommun i departementet Haute-Garonne i regionen Occitanien i södra Frankrike. Kommunen ligger i kantonen Le Fousseret som tillhör arrondissementet Muret. År 2022 hade Montoussin 130 invånare.

## Befolkningsutveckling
Antalet invånare i kommunen Montoussin
Referens:INSEE